# Euprepina goyaz
Euprepina goyaz är en tvåvingeart som först beskrevs av Macquart 1840.  Euprepina goyaz ingår i släktet Euprepina och familjen svävflugor. Inga underarter finns listade i Catalogue of Life.